# Гришко Василь Іванович
Гришко Василь Іванович (нар.15 січня 1914, м. Дубно, Волинь — пом.12 жовтня 2008, Галландейл, Флорида, США) — український письменник, публіцист, редактор, політичний діяч, учасник підпілля ОУН в роки німецької окупації, на еміграції один з керівників УРДП (Українська Революційно-Демократична Партія). Псевдонім — Віктор Гринько, В. Віго, Гривас, В. Г. та ін.

## Біографічні відомості
Народився в сім'ї офіцера кінноти. У зв'язку з початком 1-ї світової війни мати з дітьми виїхала з прифронтової зони на свою батьківщину до м. Яготина, Полтавської губернії (тепер Київської області), де й минуло дитинство та шкільні роки Гришка. В часи УНР батько був офіцером Української армії, за що в 1920-ті роки переслідувався і в 1929 опинився у в'язниці. Тоді ж ув'язнили і 15-річного Василя — «шили» причетність до СВУ—СУМ.
Навчався на літературному факультеті Харківського університету. Друкуватися почав з 1931 р. 1936 року його «викрили» і виключили з університету. 1937 р. був заарештований і відправлений на Колиму, де провів 1937—1939 р.р. В 1940 пощастило звільнитися. В 1938 вдруге заарештували і розстріляли його батька.
Під час німецької окупації співпрацював у газеті «Голос Полтавщини» та редагував міське радіомовлення. Брав участь у національно-визвольному підпіллі. Взимку 1943 р. з родиною виїхав на Захід. В 1945—1949 перебував у таборах для переміщених осіб в Карлсфельді та Міттенвальді. В 1948 р. вступив до УРДП, очолюваної І. Багряним. Від того часу став активно виступати в еміграційній пресі як публіцист. В 1949 — він редактор відділу української політики в газеті «Українські вісті» (Новий Ульм).
Переїхавши до Америки, працював на різних фабриках у Нью-Йорку й одночасно проводив громадсько-політичну роботу. В 1954—1955 редагував газету «Український Прометей» (Детройт), в 1955—1959 викладав українську мову в американській військовій школі в Монтереї. В 1959—1960 навчається в аспірантурі Каліфорнійського університету в Берклі, де здобув ступінь магістра бібліотекарства із спеціалізацією слов'янські мови і література; в 1960—1969 працював бібліографом Вашингтонського університету в Сієтлі. 1974 року став доктором філософії в галузі слов'янської філології (дисертацію захистив у 1972 р.). В 1969—1973 рр. виступав як політичний коментатор радіо «Свобода» в Мюнхені, а пізніше в цій же ролі в Нью-Йорку.
Від 1975 почесний голова УДРП. Член Організації українських письменників (ОУП) «Слово», Пенклубу та член-кореспондент УВАН у США.
Помер Василь Іванович Гришко 12 жовтня 2008 року в місті Галландейл у Флориді, залишив вдову та доньку.

## Творчий доробок
Гришко Василь Іванович автор книжок: повісті «Один з таких» (1931), книжок «Стик» (1933), «Хіба ж не успіх» (1933), «Анти-СССР» (1952), «Панславізм у совєтській історіографії і політиці» (Нью-Йорк, 1955), «Досвід з Росією» (англійською мовою, 1956), «Молода Україна пореволюційного сорокаліття під Совєтами» (1958), «Хто, з ким і проти кого» (1959), «В'ячеслав Липинський і його творчість» (1961), «Москва сльозам не вірить» (Нью-Йорк, 1963), «Третя сила, третій шлях, третя революція» (Новий Ульм, 1970), «Український „голокост“, 1933» (Нью-Йорк, 1973: англійською мовою, 1978) та ін. Опублікував серію статей «Публіцистичні думи і здогади про справу СВУ» (Сучасність. — 1980. — № 9, 10, 12). Рецензія на роман Івана Багряного «Людина біжить над прірвою» вміщена в журналі «Слово і час», Київ, 1991, № 10, «Карби часу» (1999).
Окремі видання:
- Гришко В. Червоне й чорне [Архівовано 26 серпня 2014 у Wayback Machine.]. 1950
- Гришко В. Дві російські акції — одна українська відсіч [Архівовано 9 травня 2016 у Wayback Machine.]. 1950
- Гришко В. Володимир Сосюра. Засуджене й заборонене. — Нью-Йорк, 1952.
- Гришко В. Що сталось в СРСР у зв'язку зі смертю Сталіна [Архівовано 19 листопада 2016 у Wayback Machine.]. 1953
- Гришко В. Панславізм в совєтській історіографії й політиці [Архівовано 4 березня 2016 у Wayback Machine.]. — Нью-Йорк, 1954.
- Гришко Василь. Історично-правне підґрунтя теорії ІІІ Риму. — Мюнхен, 1953. — 76 с.
- Гришко Василь І. Малоукраїнське східняцтво (студія однієї провокації). — Нью-Йорк: Демократичне Об'єднання Бувших Репресованих Українців з-під Совєтів (ДОБРУС), 1953. — 62 с.
- Гришко В. Україна сьогодні і ми [Архівовано 4 березня 2016 у Wayback Machine.]. 1954
- Гришко В. Молода Україна пореволюційного сорокаліття під совєтами. Загальний огляд і деякі підсумки [Архівовано 4 березня 2016 у Wayback Machine.]. — Новий Ульм: Україна, 1958. — 224 с.
- Гришко В. Що й треба було довести (відповідь на совєтську «відповідь» моєї відповіді Юрію Смоличу) [Архівовано 4 березня 2016 у Wayback Machine.]. 1960
- Гришко В. Правда говорить сама за себе (Ще одна відповідь совєтським фальшивникам) [Архівовано 3 серпня 2020 у Wayback Machine.]. 1960
- Гришко В., Базілевський М., Ковалів П. Вячеслав Липинський і його творчість [Архівовано 4 березня 2016 у Wayback Machine.]. — Нью-Йорк: Булава, 1961. — 87 с.
- Гришко В. Живе і мертве // Слово. Збірник 1. — Нью-Йорк, 1962. — С. 358—403.
- Гришко В. Москва сльозам не вірить. Трагедія України 1933 року з перспективи 30-річчя [Архівовано 27 серпня 2014 у Wayback Machine.]. — Нью-Йорк: ДОБРУС, 1963. — 67 с.
- Гришко В. Живий Багряний [Архівовано 24 лютого 2014 у Wayback Machine.]. 1963
- Гришко В. Правда про кривду і кривда правді // Слово. Збірник 2.- Нью-Йорк, 1964. — С. 221—244.
- Гришко В. Третя сила, третій шлях, третя революція [Архівовано 2 лютого 2014 у Wayback Machine.]. 1970
- Гришко В. Український «Голокост», 1933 [Архівовано 4 березня 2016 у Wayback Machine.]. — Нью-Йорк — Торонто: Добрус — Сужеро, 1978. — 128 с.
- Гришко В. Початки монтування процесу СВУ // Сучасність. — 1980. — Ч. 9 (237). — С. 78-89.
- Гришко В. Зв'язок із закордоном у справі СВУ // Сучасність. — 1980. — Ч. 10 (238). — С. 52-62.
- Гришко В. Невгасна віра в людину // Слово і час. — 1981. — № 1. — С. 13-15.
- Гришко В. Замах на життя нації [Архівовано 9 серпня 2020 у Wayback Machine.]. — Детройт: Видання Фундації ім. І. П. Багряного, 1983. — 28 с.
- Гришко В. Живий Багряний // Багряний І. Під знаком скорпіона. — К., 1994. — С. 220—237.
- Гришко В. Карби часу: Історія, література, політика, публіцистика: У 2 т. — К.: Смолоскип, 1999 -Т. 1 (1946—1952). — 868 с.